# Groupe E des éliminatoires du Championnat d'Europe de football espoirs 2023
 (juin 2022).
Si vous disposez d'ouvrages ou d'articles de référence ou si vous connaissez des sites web de qualité traitant du thème abordé ici, merci de compléter l'article en donnant les références utiles à sa vérifiabilité et en les liant à la section « Notes et références ».
Navigation
Groupe D Groupe F
Le Groupe E des Éliminatoires du Championnat d'Europe de football espoirs 2023 est composé de six équipes: les Pays-Bas, la Suisse, la Bulgarie, le Pays de Galles, la Moldavie et Gibraltar. La composition des neuf groupes de la phase de groupes a été décidée par le tirage au sort effectué le 28 janvier 2021 à 12h00 CET (UTC+1), au siège de l'UEFA à Nyon, en Suisse, avec les équipes classées selon leur classement par coefficient.

## Classement
| Rang | Équipe         | Pts | J  | G | N | P | Bp | Bc | Diff |  | Résultats (▼ dom., ► ext.) |     |     |     |     |     |     |
| ---- | -------------- | --- | -- | - | - | - | -- | -- | ---- |  | -------------------------- | --- | --- | --- | --- | --- | --- |
| 1    | Pays-Bas       | 26  | 10 | 8 | 2 | 0 | 32 | 3  | +29  |  | Pays-Bas                   |     | 2-0 | 3-0 | 5-0 | 3-1 | 6-0 |
| 2    | Suisse         | 23  | 10 | 7 | 2 | 1 | 22 | 6  | +16  |  | Suisse                     | 2-2 |     | 3-0 | 5-1 | 1-0 | 4-0 |
| 3    | Moldavie       | 12  | 10 | 3 | 3 | 4 | 7  | 12 | -5   |  | Moldavie                   | 0-3 | 1-1 |     | 1-0 | 0-2 | 1-0 |
| 4    | Pays de Galles | 11  | 10 | 3 | 2 | 5 | 15 | 14 | +1   |  | Pays de Galles             | 0-1 | 0-1 | 0-0 |     | 1-1 | 2-0 |
| 5    | Bulgarie       | 10  | 10 | 2 | 4 | 4 | 10 | 11 | -1   |  | Bulgarie                   | 0-0 | 0-1 | 0-0 | 0-4 |     | 5-0 |
| 6    | Gibraltar      | 1   | 10 | 0 | 1 | 9 | 1  | 41 | -40  |  | Gibraltar                  | 0-7 | 0-4 | 0-4 | 0-7 | 1-1 |     |

## Matchs
Les heures sont CET/CEST, comme indiqué par l'UEFA (les heures locales, si elles sont différentes, sont entre parenthèses).
| 4 juin 2021   | Pays de Galles | 0 - 0   | Moldavie | Stebonheath Park, Llanelli                      |                                                 |
| 20h30 (19h30) |                | (0 - 0) |          | Spectateurs : 0 Arbitrage : Matthew De Gabriele | Spectateurs : 0 Arbitrage : Matthew De Gabriele |
| 20h30 (19h30) | Rapport        |         |          | Spectateurs : 0 Arbitrage : Matthew De Gabriele | Spectateurs : 0 Arbitrage : Matthew De Gabriele |

| 3 septembre 2021 | Suisse                                                 | 4 - 0   | Gibraltar | Stade de Tourbillon, Sion                  |                                            |
| 19h00            | Jankewitz 4e · Kronig 25e · Mambimbi 36e · Amdouni 78e | (3 - 0) |           | Spectateurs : 750 Arbitrage : Rauf Jabarov | Spectateurs : 750 Arbitrage : Rauf Jabarov |
| 19h00            | Rapport                                                |         |           | Spectateurs : 750 Arbitrage : Rauf Jabarov | Spectateurs : 750 Arbitrage : Rauf Jabarov |

| 3 septembre 2021 | Moldavie | 0 - 2   | Bulgarie                 | Stade Zimbru, Chișinău                    |                                           |
| 19h00 (20h00)    |          | (0 - 0) | 52e Minchev · 75e Mitkov | Spectateurs : 350 Arbitrage : Enea Jorgji | Spectateurs : 350 Arbitrage : Enea Jorgji |
| 19h00 (20h00)    | Rapport  |         |                          | Spectateurs : 350 Arbitrage : Enea Jorgji | Spectateurs : 350 Arbitrage : Enea Jorgji |

| 7 septembre 2021 | Bulgarie | 0 - 4   | Pays de Galles                     | Stadion Aleksandar Shalamanov, Sofia         |                                              |
| 17h30 (18h30)    |          | (0 - 2) | 27e 50e 73e Vale · 42e Sass-Davies | Spectateurs : 400 Arbitrage : Visar Kastrati | Spectateurs : 400 Arbitrage : Visar Kastrati |
| 17h30 (18h30)    | Rapport  |         |                                    | Spectateurs : 400 Arbitrage : Visar Kastrati | Spectateurs : 400 Arbitrage : Visar Kastrati |

| 7 septembre 2021 | Gibraltar | 0 - 4   | Suisse                                       | Victoria Stadium, Gibraltar                 |                                             |
| 18h00            |           | (0 - 2) | 24e Barès · 44e Mambimbi · 86e 90+4e Amdouni | Spectateurs : 311 Arbitrage : Michal Ocenáš | Spectateurs : 311 Arbitrage : Michal Ocenáš |
| 18h00            | Rapport   |         |                                              | Spectateurs : 311 Arbitrage : Michal Ocenáš | Spectateurs : 311 Arbitrage : Michal Ocenáš |

| 7 septembre 2021 | Pays-Bas                                      | 3 - 0   | Moldavie | De Adelaarshorst, Deventer                        |                                                   |
| 18h45            | Zirkzee 30e · Ekkelenkamp 45+1e · Brobbey 54e | (2 - 0) |          | Spectateurs : 1 780 Arbitrage : Emmanouil Skoulas | Spectateurs : 1 780 Arbitrage : Emmanouil Skoulas |
| 18h45            | Rapport                                       |         |          | Spectateurs : 1 780 Arbitrage : Emmanouil Skoulas | Spectateurs : 1 780 Arbitrage : Emmanouil Skoulas |

| 8 octobre 2021 | Moldavie    | 1 - 0   | Pays de Galles | Complexul Sportiv Raional, Orhei              |                                               |
| 17h00 (18h00)  | Ieşeanu 21e | (1 - 0) |                | Spectateurs : 220 Arbitrage : Milovan Milačić | Spectateurs : 220 Arbitrage : Milovan Milačić |
| 17h00 (18h00)  | Rapport     |         |                | Spectateurs : 220 Arbitrage : Milovan Milačić | Spectateurs : 220 Arbitrage : Milovan Milačić |

| 8 octobre 2021 | Bulgarie                                                        | 5 - 0   | Gibraltar | Stadion Aleksandar Shalamanov, Sofia          |                                               |
| 17h30 (18h30)  | Vl. Nikolov 6e 25e (pen.) 26e · M. D. Petkov 35e · Stoyanov 63e | (4 - 0) |           | Spectateurs : 45 Arbitrage : Aleksei Matyunin | Spectateurs : 45 Arbitrage : Aleksei Matyunin |
| 17h30 (18h30)  | Rapport                                                         |         |           | Spectateurs : 45 Arbitrage : Aleksei Matyunin | Spectateurs : 45 Arbitrage : Aleksei Matyunin |

| 8 octobre 2021 | Suisse         | 2 - 2   | Pays-Bas        | Stade de la Tuilière, Lausanne                |                                               |
| 19h00          | Okafor 28e 49e | (1 - 0) | 62e 69e Zirkzee | Spectateurs : 7 057 Arbitrage : Novak Simović | Spectateurs : 7 057 Arbitrage : Novak Simović |
| 19h00          | Rapport        |         |                 | Spectateurs : 7 057 Arbitrage : Novak Simović | Spectateurs : 7 057 Arbitrage : Novak Simović |

| 12 octobre 2021 | Bulgarie | 0 - 1   | Suisse    | Stadion Aleksandar Shalamanov, Sofia     |                                          |
| 17h00 (18h00)   |          | (0 - 1) | 45e Imeri | Spectateurs : 93 Arbitrage : Lazar Lukić | Spectateurs : 93 Arbitrage : Lazar Lukić |
| 17h00 (18h00)   | Rapport  |         |           | Spectateurs : 93 Arbitrage : Lazar Lukić | Spectateurs : 93 Arbitrage : Lazar Lukić |

| 12 octobre 2021 | Moldavie  | 1 - 0   | Gibraltar | Stade Zimbru, Chișinău                      |                                             |
| 18h00 (19h00)   | Gliga 83e | (0 - 0) |           | Spectateurs : 123 Arbitrage : Daniyar Sakhi | Spectateurs : 123 Arbitrage : Daniyar Sakhi |
| 18h00 (19h00)   | Rapport   |         |           | Spectateurs : 123 Arbitrage : Daniyar Sakhi | Spectateurs : 123 Arbitrage : Daniyar Sakhi |

| 12 octobre 2021 | Pays-Bas                                                        | 5 - 0   | Pays de Galles | Goffertstadion, Nimègue                         |                                                 |
| 20h00           | Ekkelenkamp 7e 53e · Botman 35e · Stevens 48e (csc) · Redan 50e | (2 - 0) |                | Spectateurs : 3 082 Arbitrage : Philip Farrugia | Spectateurs : 3 082 Arbitrage : Philip Farrugia |
| 20h00           | Rapport                                                         |         |                | Spectateurs : 3 082 Arbitrage : Philip Farrugia | Spectateurs : 3 082 Arbitrage : Philip Farrugia |

| 12 novembre 2021 | Suisse                               | 3 - 0   | Moldavie | Stockhorn Arena, Thoune                         |                                                 |
| 18h30            | Amdouni 67e · Husic 76e · Rieder 86e | (0 - 0) |          | Spectateurs : 1 448 Arbitrage : Jonathan Lardot | Spectateurs : 1 448 Arbitrage : Jonathan Lardot |
| 18h30            | Rapport                              |         |          | Spectateurs : 1 448 Arbitrage : Jonathan Lardot | Spectateurs : 1 448 Arbitrage : Jonathan Lardot |

| 12 novembre 2021 | Pays-Bas                             | 3 - 1   | Bulgarie    | Yanmar Stadion, Almere                           |                                                  |
| 18h45            | Maatsen 38e · Zirkzee 46e 90e (pen.) | (1 - 1) | 19e Minchev | Spectateurs : 2 200 Arbitrage : Sascha Stegemann | Spectateurs : 2 200 Arbitrage : Sascha Stegemann |
| 18h45            | Rapport                              |         |             | Spectateurs : 2 200 Arbitrage : Sascha Stegemann | Spectateurs : 2 200 Arbitrage : Sascha Stegemann |

| 12 novembre 2021 | Gibraltar | 0 - 7   | Pays de Galles                                                                          | Victoria Stadium, Gibraltar                |                                            |
| 19h00            |           | (0 - 3) | 13e Beck · 16e (pen.) 51e Adams · 33e Jephcott · 71e Williams · 84e Taylor · 88e Astley | Spectateurs : 334 Arbitrage : Marian Barbu | Spectateurs : 334 Arbitrage : Marian Barbu |
| 19h00            | Rapport   |         |                                                                                         | Spectateurs : 334 Arbitrage : Marian Barbu | Spectateurs : 334 Arbitrage : Marian Barbu |

| 15 novembre 2021 | Gibraltar | 0 - 7   | Pays-Bas                                                                                   | Victoria Stadium, Gibraltar                         |                                                     |
| 14h00            |           | (0 - 2) | 16e Summerville · 20e Hoever · 48e Brobbey · 53e 56e Zirkzee · 68e Ekkelenkamp · 81e Redan | Spectateurs : 550 Arbitrage : Helgi Mikael Jónasson | Spectateurs : 550 Arbitrage : Helgi Mikael Jónasson |
| 14h00            | Rapport   |         |                                                                                            | Spectateurs : 550 Arbitrage : Helgi Mikael Jónasson | Spectateurs : 550 Arbitrage : Helgi Mikael Jónasson |

| 16 novembre 2021 | Bulgarie | 0 - 0   | Moldavie | Stadion Aleksandar Shalamanov, Sofia        |                                             |
| 17h30 (18h30)    |          | (0 - 0) |          | Spectateurs : 42 Arbitrage : Petri Viljanen | Spectateurs : 42 Arbitrage : Petri Viljanen |
| 17h30 (18h30)    | Rapport  |         |          | Spectateurs : 42 Arbitrage : Petri Viljanen | Spectateurs : 42 Arbitrage : Petri Viljanen |

| 16 novembre 2021 | Pays de Galles | 0 - 1   | Suisse       | Rodney Parade, Newport                              |                                                     |
| 19h00 (18h00)    |                | (0 - 0) | 53e Mambimbi | Spectateurs : 237 Arbitrage : Manfredas Lukjancukas | Spectateurs : 237 Arbitrage : Manfredas Lukjancukas |
| 19h00 (18h00)    | Rapport        |         |              | Spectateurs : 237 Arbitrage : Manfredas Lukjancukas | Spectateurs : 237 Arbitrage : Manfredas Lukjancukas |

| 25 mars 2022  | Bulgarie | 0 - 0   | Pays-Bas | Stadion Aleksandar Shalamanov, Sofia       |                                            |
| 18h45 (19h45) |          | (0 - 0) |          | Spectateurs : 332 Arbitrage : Sandi Putros | Spectateurs : 332 Arbitrage : Sandi Putros |
| 18h45 (19h45) | Rapport  |         |          | Spectateurs : 332 Arbitrage : Sandi Putros | Spectateurs : 332 Arbitrage : Sandi Putros |

| 25 mars 2022 | Suisse                                         | 5 - 1   | Pays de Galles | Stade de la Tuilière, Lausanne                |                                               |
| 19h00        | Mambimbi 12e · Ndoye 15e 47e · Amdouni 20e 50e | (3 - 0) | 46e Adams      | Spectateurs : 6 618 Arbitrage : Ferenc Karakó | Spectateurs : 6 618 Arbitrage : Ferenc Karakó |
| 19h00        | Rapport                                        |         |                | Spectateurs : 6 618 Arbitrage : Ferenc Karakó | Spectateurs : 6 618 Arbitrage : Ferenc Karakó |

| 29 mars 2022 | Gibraltar | 0 - 4   | Moldavie                                   | Victoria Stadium, Gibraltar                            |                                                        |
| 13h00        |           | (0 - 1) | 21e 72e Blănuță · 61e Iovu · 63e Namolovan | Spectateurs : 1 278 Arbitrage : Vitālijs Spasjoņņikovs | Spectateurs : 1 278 Arbitrage : Vitālijs Spasjoņņikovs |
| 13h00        | Rapport   |         |                                            | Spectateurs : 1 278 Arbitrage : Vitālijs Spasjoņņikovs | Spectateurs : 1 278 Arbitrage : Vitālijs Spasjoņņikovs |

| 29 mars 2022  | Pays de Galles | 1 - 1   | Bulgarie        | Rodney Parade, Newport                   |                                          |
| 16h00 (15h00) | Pearson 63e    | (0 - 0) | 61e Vl. Nikolov | Spectateurs : 210 Arbitrage : Pavel Orel | Spectateurs : 210 Arbitrage : Pavel Orel |
| 16h00 (15h00) | Rapport        |         |                 | Spectateurs : 210 Arbitrage : Pavel Orel | Spectateurs : 210 Arbitrage : Pavel Orel |

| 29 mars 2022 | Pays-Bas       | 2 - 0   | Suisse | De Adelaarshorst, Deventer                  |                                             |
| 18h45        | Tavşan 76e 78e | (0 - 0) |        | Spectateurs : 4 200 Arbitrage : Rohit Saggi | Spectateurs : 4 200 Arbitrage : Rohit Saggi |
| 18h45        | Rapport        |         |        | Spectateurs : 4 200 Arbitrage : Rohit Saggi | Spectateurs : 4 200 Arbitrage : Rohit Saggi |

| 3 juin 2022   | Moldavie | 0 - 3   | Pays-Bas                    | Stade Zimbru, Chișinău                     |                                            |
| 18h45 (19h45) |          | (0 - 2) | 2e Timber · 17e 58e Brobbey | Spectateurs : 795 Arbitrage : Juxhin Xhaja | Spectateurs : 795 Arbitrage : Juxhin Xhaja |
| 18h45 (19h45) | Rapport  |         |                             | Spectateurs : 795 Arbitrage : Juxhin Xhaja | Spectateurs : 795 Arbitrage : Juxhin Xhaja |

| 4 juin 2022 | Suisse     | 1 - 0   | Bulgarie | Stadio comunale Cornaredo, Lugano                         |                                                           |
| 19h00       | Rieder 56e | (0 - 0) |          | Spectateurs : 1 125 Arbitrage : Gustavo Fernandes Correia | Spectateurs : 1 125 Arbitrage : Gustavo Fernandes Correia |
| 19h00       | Rapport    |         |          | Spectateurs : 1 125 Arbitrage : Gustavo Fernandes Correia | Spectateurs : 1 125 Arbitrage : Gustavo Fernandes Correia |

| 7 juin 2022 | Pays-Bas                                                                           | 6 - 0   | Gibraltar | Yanmar Stadion, Almere                       |                                              |
| 20h00       | Van Kaam 46e · Redan 60e · Van den Berg 67e · Boadu 68e · Brobbey 74e · Tavşan 89e | (0 - 0) |           | Spectateurs : 1 750 Arbitrage : Jan Machálek | Spectateurs : 1 750 Arbitrage : Jan Machálek |
| 20h00       | Rapport                                                                            |         |           | Spectateurs : 1 750 Arbitrage : Jan Machálek | Spectateurs : 1 750 Arbitrage : Jan Machálek |

| 8 juin 2022   | Moldavie    | 1 - 1   | Suisse          | Stade Zimbru, Chișinău                     |                                            |
| 18h00 (19h00) | Blănuță 75e | (0 - 1) | 5e (pen.) Imeri | Spectateurs : 738 Arbitrage : Kevin Clancy | Spectateurs : 738 Arbitrage : Kevin Clancy |
| 18h00 (19h00) | Rapport     |         |                 | Spectateurs : 738 Arbitrage : Kevin Clancy | Spectateurs : 738 Arbitrage : Kevin Clancy |

| 11 juin 2022  | Pays de Galles | 0 - 1   | Pays-Bas       | Parc y Scarlets, Llanelli |                         |
| 18h00 (17h00) |                | (0 - 0) | 86e Geertruida | Arbitrage : David Smajc   | Arbitrage : David Smajc |
| 18h00 (17h00) | Rapport        |         |                | Arbitrage : David Smajc   | Arbitrage : David Smajc |

| 11 juin 2022 | Gibraltar          | 1 - 1   | Bulgarie        | Victoria Stadium, Gibraltar  |                              |
| 20h00        | Peacock 83e (pen.) | (0 - 0) | 57e Vl. Nikolov | Arbitrage : Alessandro Dudic | Arbitrage : Alessandro Dudic |
| 20h00        | Rapport            |         |                 | Arbitrage : Alessandro Dudic | Arbitrage : Alessandro Dudic |

| 14 juin 2022  | Pays de Galles         | 2 - 0   | Gibraltar | Parc y Scarlets, Llanelli          |                                    |
| 18h00 (17h00) | King 1re · Hammond 53e | (1 - 0) |           | Arbitrage : Chrysovalantis Theouli | Arbitrage : Chrysovalantis Theouli |
| 18h00 (17h00) | Rapport                |         |           | Arbitrage : Chrysovalantis Theouli | Arbitrage : Chrysovalantis Theouli |

## Buteurs
Il y a eu 87 buts marqués en 30 matches, pour une moyenne de 2.9 buts par match (au 14 juin 2022).

### 7 buts
- Joshua Zirkzee

### 6 buts
- Zeki Amdouni

### 5 buts
- Brian Brobbey
- Vladimir Nikolov

### 4 buts
- Jurgen Ekkelenkamp
- Felix Mambimbi

### 3 buts
- Daishawn Redan
- Elayis Tavşan
- Joe Adams
- Jack Vale
- Vladislav Blănuță

### 2 buts
- Kastriot Imeri
- Dan Ndoye
- Noah Okafor
- Fabian Rieder
- Martin Minchev

### 1 but
- Sepp van den Berg
- Myron Boadu
- Sven Botman
- Lutsharel Geertruida
- Ki-Jana Hoever
- Daniël van Kaam
- Ian Maatsen
- Crysencio Summerville
- Quinten Timber
- Gabriel Barès
- Anel Husic
- Alex Jankewitz
- Jan Kronig
- Mitko Mitkov
- Martin Petkov
- Dimitar Stoyanov
- Ryan Astley
- Owen Beck
- Oliver Hammond
- Luke Jephcott
- Eli King
- Sam Pearson
- Billy Sass-Davies
- Terry Taylor
- Daniel Williams
- Eugeniu Gliga
- Dinis Ieşeanu
- Iurie Iovu
- Nicu Namolovan
- Dylan Peacock

### 1 but contre son camp
- Fin Stevens (contre les Pays-Bas)